# Saint Vincent i Grenadyny na Letnich Igrzyskach Olimpijskich 1992
Saint Vincent i Grenadyny na Letnich Igrzyskach Olimpijskich 1992 reprezentowało sześciu zawodników: czterech mężczyzn i dwie kobiety. Był to drugi start reprezentacji Saint Vincent I Grenadyny na letnich igrzyskach olimpijskich.

## Skład kadry

### Lekkoatletyka
Mężczyźni
- Eswort Coombs – bieg na 200 m – odpadł w eliminacjach
- Eversley Linley – bieg na 800 m – odpadł w eliminacjach
- Lenford O’Garro, Michael Williams, Eversley Linley, Eswort Coombs – sztafeta 4 × 400 m – odpadli w eliminacjach

Kobiety
- Gail Prescod – bieg na 100 m – odpadła w eliminacjach
- Bigna Samuel – bieg na 1500 m – odpadła w eliminacjach